# Circuit du Brabant central
Le Circuit du Brabant central (en néerlandais : Omloop van Midden-Brabant) est une course cycliste belge disputée de 1953 à 1980 sur le circuit de Kampenhout-Relst dans la province du Brabant flamand en Région flamande.
En 1953, l'épreuve s'est déroulée à Cortenbergh dans la même province belge, et de 1978 à 1980, elle fut Open.

## Palmarès
| Année | Vainqueur             | Deuxième               | Troisième              |
| ----- | --------------------- | ---------------------- | ---------------------- |
| 1953  | Ernest Sterckx        | Henri Jochums          | Désiré Keteleer        |
| 1961  | Willy Vannitsen       | Georges Mortiers       | Paul Martens           |
| 1962  | Constant Goossens     | Antoon Dekkers         | Joseph Bosmans         |
| 1963  | Jos Dewit             | Joseph Michels         | Dick Enthoven          |
| 1964  | Jos Hoevenaars        | Marcel Janssens        | Jean-Baptiste Claes    |
| 1965  | Marcel Vanden Bogaert | Lode Troonbeeckx       | Jan Boonen             |
| 1966  | Julien Stevens        | Frans Aerenhouts       | Edward Sels            |
| 1967  | Jérôme Kegels         | Guy Vallee             | Roger Cooreman         |
| 1968  | Valère Van Sweevelt   | Jozef Boons            | Leopold Van den Neste  |
| 1969  | Herman Vrijders       | Frans Verbeeck         | Julien Stevens         |
| 1970  | Herman Vrijders       | Julien Stevens         | Frans Verbeeck         |
| 1971  | Eddy Verstraeten      | Tony Gakens            | Willy In 't Ven        |
| 1972  | Eddy Peelman          | Jozef Abelshausen      | Julien Van Lint        |
| 1973  | Walter Godefroot      | Dirk Baert             | Alfons De Bal          |
| 1974  | Frans Verbeeck        | Ludo Delcroix          | Herman Vanspringel     |
| 1975  | Jos Jacobs            | Frans Verbeeck         | Albert Van Vlierberghe |
| 1976  | Frans Verbeeck        | Jos Jacobs             | Luc Leman              |
| 1977  | Frans Van Vlierberghe | Roger Swerts           | Walter Naegels         |
| 1978  | Ludo Peeters          | Benny Schepmans        | Gery Verlinden         |
| 1979  | Gerrie van Gerwen     | Antoon Houbrechts      | Adri van Houwelingen   |
| 1980  | Willem Peeters        | Gustaaf Van Roosbroeck | Herman Vanspringel     |